# 달의 연인 - 보보경심 려
《달의 연인 - 보보경심 려》는 2016년 8월 29일부터 2016년 11월 1일까지 방영된 SBS 월화 드라마이며, 드라마의 극 배경이 고려 초 태조 ~ 광종 시대이므로, 보보경심에 고려의 려(麗)가 붙어 ‘달의 연인 - 보보경심 려’가 되었다.
중국의 소설가인 퉁화(桐華)가 2005년에 쓴 로맨스 소설 〈보보경심〉을 극화한 사극 드라마로서, 미국 할리우드 메이저 투자배급사 NBC유니버설에서 한국 드라마로는 최초로 제작을 맡았고, 한중 굴지의 연예기획사인 YG 엔터테인먼트가 공동 제작, 투자를 맡아 제작 전부터 화제가 되었다. 또한, 해외 판권 독점 계약을 위한 사전 심의 기간을 염두에 두고, 글로벌 시장을 겨냥하여 100% 사전 제작되었으며, 일본 등 동아시아 국가를 비롯한 전 세계 40여개 국에서 동시 방영한 바 있다.

## 제작진

### 연출
- 김규태

- 장양호

### 극본
- 조윤영

## 등장인물
- 이준기 : 4황자 왕소 역 - 광종으로 불리며, 해수를 은애한다. 자신의 손으로 동생인 왕은을 죽인다. 오해로 해수를 외면하였다. 경종의 아버지
- 이지은 : 고하진/해수 역 - 물에 빠진 아이를 구하려다 강에 빠져 1000년전 고려로 와버린다. 왕소를 깊이 사랑하지만 궁이 무서워서 궁을 떠난다 왕소를 그리워하며 앓다가 왕소의 딸을 낳고 세상을 떠났다.
- 강하늘 : 8황자 왕욱 역 - 해수와 사랑하던 사이였다. 추존 대종 욱. 후일 성종, 헌애왕후(천추태후), 헌정왕후 남매의 아버지
- 홍종현 : 3황자 왕요 역 - 고려 제 3대 왕으로 즉위하여 정종으로 불린다. 은의 가족을 포함한 많은 세력들을 죽인 장본인이다.
- 남주혁 : 13황자 왕백아 역 - 해수의 친구. 백아라 불리며 후백제의 마지막 황녀이자 견훤의 손녀인 우희와 연인관계. 추존 안종 욱. 후일 헌정왕후의 남편이자 현종의 아버지
- 백현 : 10황자 왕은 역 - 활발한 성격에 강아지같다. 해수에게 고려에서 첫번째 친구가 되어 준다. 해수를 짝사랑해서 혼인 후에도 해수를 그리워하며 부인의 속을 태운다. 3황자 왕요가 즉위하여 부인과 가족들 모두 죽음을 맞이한다.
- 지수 : 14황자 왕정 역 - 해수를 짝사랑한다. 해수가 죽기 전까지 곁에 있어주고 친구가 되어준다. 해수의 사후 해수와 광종(왕소)사이의 딸을 키운다.
- 윤선우 : 9황자 왕원 역 - 친구가 없고 형제들 사이에서도 투명 인간 취급 당한다. 채령을 이용해 혜종(정윤이었던 왕무)의 세욕터에 수은을 풀어 혜종을 수은에 중독 시킨다.
- 김산호 : 정윤 왕무 역

### 황실
- 조민기 : 태조 왕건 역
- 박지영 : 황후 유씨 (신명순성왕후 유씨) 역 - (왕요, 왕소, 왕정의 어머니)
- 정경순 : 황후 황보씨 (신정왕후 황보씨) 역 - (왕욱, 황보연화의 어머니)
- 우희진 : 오상궁/오수연 역 - 왕건의 연인이자 해수의 스승. 황자 시해 혐의로 죽을뻔한 해수를 대신해 죽는다.
- 강한나 : 황보연화 역 - 대목왕후 황보씨. 광종의 정비이자 경종의 어머니

### 신하들
- 박정학 : 왕식렴 역
- 성동일 : 박수경 역
- 김성균 : 최지몽/노숙자 역
- 최병모 : 박영규 역
- 김강일 : 신주 강씨 역

### 황자의 여인들
- 박시은 : 해씨부인 해명 역 - 8황자의 부인, 해수의 육촌언니
- 지혜란 : 박순덕 역 - 10황자 왕은의 부인, 정약결혼, 대장군 박수경의 딸. 왕은을 대신해서 정종의 화살에 맞아 죽는다.
- 진기주 : 채령 역 - 해수의 시녀. 광종에 의해 맞아 죽는다. 혜종을 수은에 중독시킨 장본인. 해수를 많이 따르고 위로해주는 좋은 친구다.
- 서주현 : 우희 역 - 후백제의 마지막 공주. 백아의 연인. 후백제 백성들의 반란을 막기위해 스스로 성루에서 투신한다.

### 그 외 인물들
- 서은솔 : 해수의 딸 역
- 남성준 : 대나무밭 외팔이
- 김진서 : 내관 역
- 유필란
- 강문경
- 김명중
- 김광태
- 박귀순 : 주지스님 역
- 고진명
- 지성근
- 유인석
- 함진성
- 차상미
- 최윤준 : 노비 역
- 이호정 : 애라 역
- 변우석
- 김도혜 : 복순 역

## 시청률
최저 시청률과 최고 시청률은 시청률 조사회사와 지역별로 시청률에 차이가 있을 수 있습니다.
| 2016년                        | 2016년      | 2016년         | 2016년       | 2016년         | 2016년       |
| 회차                          | 방송일      | TNmS 시청률    | TNmS 시청률  | AGB 시청률     | AGB 시청률   |
| 회차                          | 방송일      | 대한민국(전국) | 서울(수도권) | 대한민국(전국) | 서울(수도권) |
| ----------------------------- | ----------- | -------------- | ------------ | -------------- | ------------ |
| 제1회                         | 8월 29일    | 7.9%           | 9.1%         | 7.4%           | 8.0%         |
| 제2회                         | 8월 29일    | 8.9%           | 10.0%        | 9.3%           | 10.4%        |
| 제3회                         | 8월 30일    | 7.1%           | 7.8%         | 7.0%           | 8.0%         |
| 제4회                         | 9월 5일     | 6.1%           | 6.7%         | 5.7%           | 6.3%         |
| 제5회                         | 9월 6일     | 6.2%           | 6.8%         | 6.0%           | 7.3%         |
| 제6회                         | 9월 12일    | 5.1%           | 7.7%         | 5.7%           | 6.8%         |
| 제7회                         | 9월 13일    | 5.2%           | 6.4%         | 5.8%           | 6.6%         |
| 제8회                         | 9월 19일    | 5.3%           | 5.8%         | 6.9%           | 8.6%         |
| 제9회                         | 9월 20일    | 6.1%           | 6.4%         | 6.2%           | 7.9%         |
| 제10회                        | 9월 26일    | 6.4%           | 7.4%         | 7.1%           | 8.2%         |
| 제11회                        | 9월 27일    | 6.5%           | 6.7%         | 7.5%           | 8.5%         |
| 제12회                        | 10월 3일    | 6.8%           | 7.1%         | 7.9%           | 8.8%         |
| 제13회                        | 10월 4일    | 7.3%           | 7.5%         | 8.2%           | 9.3%         |
| 제14회                        | 10월 10일   | 6.5%           | 7.0%         | 6.8%           | 7.5%         |
| 제15회                        | 10월 11일   | 8.7%           | 9.2%         | 8.2%           | 9.2%         |
| 제16회                        | 10월 18일   | 5.8%           | 6.2%         | 5.9%           | 6.8%         |
| 제17회                        | 10월 24일   | 9.9%           | 10.6%        | 9.8%           | 10.6%        |
| 제18회                        | 10월 25일   | 10.7%          | 10.6%        | 10.1%          | 11.2%        |
| 제19회                        | 10월 31일   | 9.0%           | 10.1%        | 9.0%           | 9.8%         |
| 제20회                        | 11월 1일    | 10.8%          | 11.8%        | 11.3%          | 12.2%        |
| 평균 시청률                   | 평균 시청률 | 7.3%           | 8.0%         | 7.6%           | 8.6%         |
|                               |             |                |              |                |              |
| 스페셜                        |             |                |              |                |              |
| 달의 연인-보보경심: 려 스페셜 | 8월 27일    | 3.7%           | 3.9%         | 4.1%           | 4.3%         |

## 결방 사유 및 연속 방송
- 2016년 8월 29일 : 밤 10시부터 2회 연속방송 (1회, 2회)
- 2016년 10월 17일 : SBS 스포츠 2016년 KBO 리그 준플레이오프 4차전 넥센 히어로즈 VS LG 트윈스 중계방송 편성 관계로 결방

## 수상 경력
- 2016년 대한민국브랜드 대상
- 2016년 SBS 연기대상 10대 스타상, 한류스타상 이준기
- 2016년 SBS 연기대상 베스트 커플상 이준기, 아이유
- 2016년 SBS 연기대상 뉴스타상 백현
- 2016년 SBS 연기대상 판타지드라마 부문 남자 우수연기상 강하늘
- 2016년 SBS 연기대상 판타지드라마 부문 여자 특별연기상 서현
- 2017년 제 5회 드라마피버 어워즈 베스트 앙상블 상

## 동시간대 드라마
MBC 월화드라마
- 몬스터 (2016년 3월 28일 ~ 2016년 9월 20일)
- 캐리어를 끄는 여자 (2016년 9월 26일 ~ 2016년 11월 15일)

KBS 월화드라마
- 구르미 그린 달빛 (2016년 8월 22일 ~ 2016년 10월 18일)
- 우리집에 사는 남자 (2016년 10월 24일 ~ 2016년 12월 13일)